# Duke's End
«Duke's End» (en castellano: «El Final de Duke» o «El Fin del Duque») es una canción de la banda Genesis, compuesta por sus integrantes, Tony Banks, Mike Rutherford y Phil Collins. La canción es la sexta parte de una suite oculta en el álbum, llamada The Duke Suite, luego de Duke's Travels.
La canción, instrumental como la anterior y que forman uno solo, inicia con un "reprise" de Behind The Lines, la cual sigue hasta dar con otro reprise, esta vez de Turn It On Again. El "reprise" del sencillo principal del álbum es rápida, la cual el riff sigue otro ritmo. La batería, el teclado y el bajo repite el Sol bemol del riff convirtiéndose en un crescendo, la cual luego vuelve a ser la "repetición" del primer tema del disco, terminando con el riff de guitarra que toca los acordes de Behind The Lines y transforma las notas en Si mayor, la cual desemboca en el final con los tres instrumentos y el piano extendiendo un poco más el fin de la canción y de esta placa.
La canción, igual que la anterior, es épica y retrospectiva, la cual siguiendo la línea del concepto de la suite, esta "outro" instrumental es sobre el protagonista recordando todo lo sucedido en las cuatro canciones, y, por cierto, da un "final de libro", culminando con los acordes con los cuales comenzó. Este efecto también es utilizado en los álbumes Selling England by the Pound y A Trick of The Tail. 
La canción fue interpretada en el Duke Tour de 1980, junto con la suite y en 2007, en el Turn It On Again Tour, en el medley de introducción llamada "Duke's Intro" junto con Behind The Lines y Turn It On Again.
- Datos: Q109320766